# Papilio xanthopleura
Espèce
Papilio xanthopleura est une espèce de lépidoptères (papillons) de la famille des Papilionidae. L'espèce est présente au Brésil.